# 弗罗芒蒂耶尔 (马恩省)
弗罗芒蒂耶尔（法語：Fromentières，法語發音：[fʁɔmɑ̃tjɛʁ]）是法国马恩省的一个市镇，属于埃佩尔奈区。

## 地理
弗罗芒蒂耶尔（48°53'20"N, 3°42'19"E）面积8.88 平方千米，位于法国大東部大區马恩省，该省份为法国东北部内陆省份，北起阿登省，西北接埃纳省，西南接塞纳-马恩省，南至奥布省，东南接上马恩省，东临默兹省。
与弗罗芒蒂耶尔接壤的市镇（或旧市镇、城区）包括：拉沙佩勒苏索尔拜、巴奈、拜村、尚波贝尔、让维利耶、勒图尔特罗斯奈。

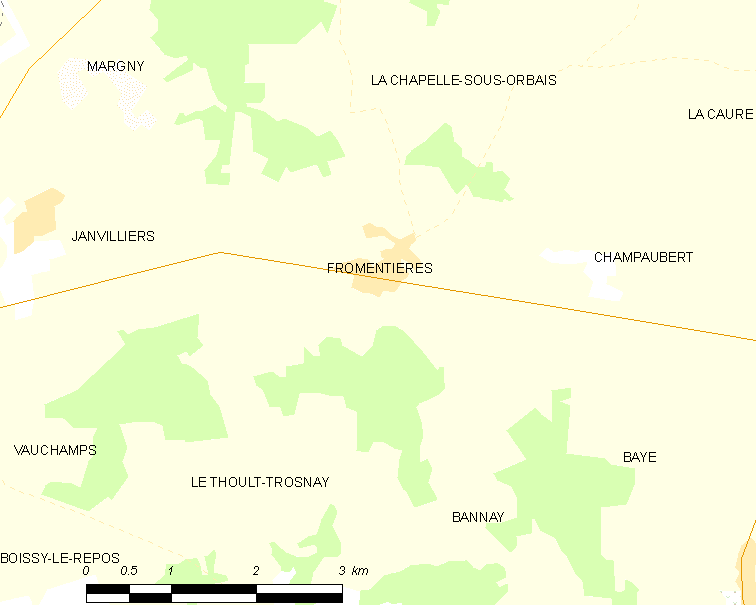
的OSM定位图

弗罗芒蒂耶尔的时区为UTC+01:00、UTC+02:00（夏令时）。

## 行政
弗罗芒蒂耶尔的邮政编码为51210，INSEE市镇编码为51263。

## 政治
弗罗芒蒂耶尔所属的省级选区为塞扎讷-布里-香槟县。

## 人口

1962-2008年间人口变化图示

弗罗芒蒂耶尔于2022年1月1日时的人口数量为379人。